# Okres Prättigau/Davos
Okres Prättigau/Davos (německy Region Prättigau/Davos) je jedním z 11 okresů kantonu Graubünden ve Švýcarsku, které vznikly v důsledku územní reformy k 1. lednu 2016.
Zahrnuje zejména údolí Prättigau a oblast Davosu (údolí Landwasseru).

## Seznam obcí
| Znak                 | Název obce           | Počet obyvatel (31. 12. 2022) | Rozloha (km²) | Hustota zalidnění (obyv./km²) |
| -------------------- | -------------------- | ----------------------------- | ------------- | ----------------------------- |
| Conters im Prättigau | Conters im Prättigau | 241                           | 18,40         | 13                            |
| Davos                | Davos                | 10 732                        | 284,00        | 38                            |
| Fideris              | Fideris              | 613                           | 25,36         | 24                            |
| Furna                | Furna                | 205                           | 33,32         | 6                             |
| Grüsch               | Grüsch               | 2153                          | 43,30         | 50                            |
| Jenaz                | Jenaz                | 1148                          | 25,91         | 44                            |
| Klosters             | Klosters             | 4423                          | 219,80        | 20                            |
| Küblis               | Küblis               | 897                           | 8,14          | 110                           |
| Luzein               | Luzein               | 1624                          | 83,88         | 19                            |
| Schiers              | Schiers              | 2861                          | 61,66         | 46                            |
| Seewis im Prättigau  | Seewis im Prättigau  | 1426                          | 49,63         | 29                            |
| Celkem (11)          | Celkem (11)          | 26 323                        | 853,40        | 31                            |